# Fontana del Palazzo del Monte di Pietà
Fontana del Palazzo del Monte di Pietà är en fontän vid Palazzo del Monte di Pietà i Rione Regola i Rom. Fontänen är attribuerad till arkitekten Carlo Maderno och utfördes år 1603. Fontänen förses med vatten från Acqua Paola.

## Beskrivning
Fontänen beställdes av påve Paulus V som tillhörde familjen Borghese. Den är belägen vid entrén till Palazzo del Monte di Pietà, som tidigare hyste en pantbanksinstitution som ägnade sig åt välgörenhet. Fontänskulpturen består av en örn i ett snäckskal och under denna en maskaron, ur vars mun vattnet porlar ner i vattenkaret. På ömse sidor om maskaronen sitter två drakar; även ur deras munnar rinner vatten. Örnen och draken utgör familjen Borgheses heraldiska djur.

## Bilder
| - Påve Paulus V:s vapen. |

### Webbkällor
- ”Monte di Pietà” (på italienska). Roma Segreta. Arkiverad från originalet den 19 augusti 2021. https://archive.md/ZRet8. Läst 19 augusti 2021.
- ”Fontana del Palazzo del Monte di Pietà” (på italienska). info.roma.it. Arkiverad från originalet den 19 augusti 2021. https://archive.md/wNbYl. Läst 19 augusti 2021.